# Cecilia Peck
Cecilia Peck (Los Angeles, 1 mei 1958) is een Amerikaanse actrice, filmproducent en -regisseur.
Peck werd geboren in Los Angeles en is de enige dochter van acteur Gregory Peck en zijn tweede vrouw Veronique Passani. Ze heeft vier oudere broers en volgde een opleiding aan de Princeton-universiteit. Op de 51e Golden Globe Awards werd ze genomineerd voor haar rol in de televisie-dramafilm The Portrait uit 1993, waarin ze samen met haar vader de hoofdrollen vertolkte van dochter en vader. In 2014 werd ze genomineerd voor een Emmy Award voor het maken van de documentaire Brave Miss World.
Peck trouwde op 8 september 2001 met schrijver Daniel Voll. Ze hebben twee kinderen.